# Subarktis
Subarktis er en region på den nordlige halvkugle, som findes lige syd for Arktis. Groft sagt dækker subarktis et bælte mellem 50° N og 70° N, dog sådan at lokalklimater har stor indflydelse på den præcise afgrænsning. I praksis dækker subarktis det meste af Canada og Sibirien, det nordlige Skandinavien, det nordlige Mongoliet og den kinesiske provins Heilongjiang.
På den sydlige halvkugle mangler dette klimabælte næsten fuldstændigt, men dels kan Ildlandet og dele af Patagonien regnes for subarktiske, og dels ligger mange af øerne i Sydishavet (f.eks. South Georgia, Kerguelen og Bouvetøen) i samme region. 

## Klima og jordbund
I Köppens klimaklassifikationssystem definerer man subarktis som den region, hvor den månedlige gennemsnitstemperatur er over 10° i mindst 1 og højst 3 måneder. Det svarer til Köppens klimatyper Cfc, Dfc, Dfd, Dwc og Dwd. Nedbørsmængden er almindeligvis lav i de fleste subarktiske klimaer, når man ser bort fra det havprægede Cfc, hvad der skyldes det lave indhold af vanddamp i den kolde luft. Typisk har man et sommermaksimum i nedbøren, som ligger mellem moderat i Nordamerika og højt i det Russiske Fjernøsten. Når man undtager de vådeste områder, mangler gletsjere næsten overalt på grund af manglen på vinternedbør. I de vådeste områder er gletsjerne derimod meget almindelige, og nedisningen under pleistocæn dækkede selv de lavestliggende egne.
Jordbunden i subarktis er almindeligvis meget sur, og det skyldes dels, at opløste næringsstoffer (herunder kalk) meget let bliver udvasket selv i de nedisede egne, og dels påvirkningen fra vegetationen, som forsurer jorden både i taigaen og højmoserne. De mest almindelige jordbundstyper er spodosoler og gelisoler (længst mod nord).

## Flora og fauna
Subarktiske egne er ofte kendetegnet ved taiga, dvs. nåleskove, selv om løvfældende skov kan forekomme på steder, hvor vintrene er forholdsvis milde som f.eks. i det nordlige Norge. Mange steder er jordbunden så gennemblødt året rundt, at der ikke kan trives nogen form for trævækst, og den dominerende vegetation bliver i stedet moser domineret af græsser og halvgræsser. 
Oftest er der kun få arter af store landpattedyr i de subarktiske egne, og de vigtigste er elg (Alces alces), bjørn, (Ursus sp.), ren (Rangifer tarandus), og ulv (Canis lupus). 

## Infrastruktur
Der fandtes forskellige slags transport i Subarktis, hvoraf nogle kun var udbredt i visse egne, mest andre var bestemt af årstiderne. Om sommere rejste befolkningerne i lette både, hvis ellers søer, damme og vandløb gjorde det muligt. Hvis man var nødt til at færdes til fods, måtte man bære tingene på ryggen. Om vinteren færdedes man gennem sneen på snesko (Nordamerika) eller ski (Nordeuropa). Fornødenheder og varer trak man på slæder. I de eskimoiske kulturer brugte man hunde som trækdyr, mens samerne og andre folkeslag i det nordlige Eurasien brugte rener. Først i de seneste år er man begyndt at bruge biler og snescootere, men vejene er få og jernbaner findes ikke, så en vigtig følge af dette er, at transport ofte må klares med små fly, helikoptere og (om sommeren) i flodbåde.
Bortset fra områder i nærheden af varme havstrømme er der næsten overalt vedvarende permafrost på grund af de kolde vintre og den korte sommer. Det betyder, det er meget besværligt og kostbart at bygge i Subarktis, og byer er sjældne og små (Yakutsk er den største). 

## Erhverv
Landbruget består hovedsageligt af dyrehold, selv om byg kan dyrkes i visse områder. Canada og Sibirien har rige mineralforekomster af f.eks. nikkel, molybdæn. kobolt, bly, zink og uran. Desuden er fiskeområderne ved Grand Banks og i det Okhotske Hav to af de rigeste fiskepladser i verden, og de giver grundlag for livet i mange små kystbyer.
Når man ser bort fra dele af Nordeuropa, hvor vintrene er ret milde på grund af Golfstrømmen, blev de subarktiske egne først udforsket i det 18. og 19. århundrede. Men selv da medførte transportbesværet, at kun få bebyggelser fik en længere levetid (de fleste af dem opstod på grundlag af minedrift), og spøgelsesbyerne i Yukon, Canadas Nordvest territorier og i stigende grad i Sibirien illustrerer dette.
DenTranssibiriske jernbane, der strejfer regionens sydlige grænse, gav et stort skub fremad for russisk kolonisering af Subarktis og Stalins intensive industrialisering, som var baseret på de enorme mineralforekomster på Sibiriens centrale højslette. I dag er mange subarktiske byer i Rusland i tilbagegang efter at lejrsystemet Gulag er nedlagt og i takt med, at minerne bliver lukket. I Canada blev udviklingen ligeledes bremset, da man havde udtømt mineralforekomsterne.
I de seneste år er turisme blevet en vigtig indtægtskilde for mange af landene i Subarktis. Her udnytter man de smukke, ofte gletsjerdækkede landskaber, der er så kendetegnende for regionen. De fleste egne er blandt de dyreste feriemål på grund af de høje leveomkostninger og de ekstreme vanskeligheder med at sikre transport. Alligevel lokker de gode muligheder for at dyrke friluftsliv et stadigt stigende antal mennesker til regionens feriemål. På samme tid trues de gamle erhverv som fiskeri, minedrift og vandkraft af en stigende miljøbevidsthed og overudnyttelse af ressourcerne.